# Фіона Гаррісон
Фіона Гаррісон (англ. Fiona A. Harrison; нар. 1964 Санта-Моніка, Каліфорнія) — американська астрофізикиня, фахівчиня в галузі спостережної і експериментальної астрофізики високих енергій. Член НАН США (2014 року), докторка філософії (1993), професорка Каліфорнійського технологічного інституту, куди вступила в рік отримання докторського ступеня, головна дослідниця проєкту NuSTAR (з його початку в 2005). Відзначена премією Ганса Бете Американського фізичного товариства(2020).

## Життєпис
Закінчила з відзнакою Дартмутський коледж (бакалавриня фізики, 1985). Ступінь докторки філософії з фізики отримала в Каліфорнійському університеті в Берклі 1993 року. Від 1993 року в Каліфорнійському технологічному інституті: іменна дослідницька членкиня (Robert A. Millikan Research Fellow), від 1995 року асистент-, від 2001 року асоційована, від 2005 року фул-професорка, іменна (Benjamin M. Rosen Professor) від 2013 року, від 2015 року — завідувачка дивізіону фізики, математики та астрономії, іменна Kent and Joyce Kresa Leadership Chair. Членкиня Американської академії мистецтв і наук та Американського фізичного товариства, почесна членкиня Королівського астрономічного товариства (2015). Автор понад 150 рецензованих статей у наукових журналах.
Одружена з Річардом Сандером, також професором.

## Нагороди та відзнаки
- 2000 року відзначена Presidential Early Career Award for Scientists and Engineers[en] президентом Клінтоном.
- 2008 року увійшла до числа Кращих лідерів Америки (America's Best Leaders), US News & Kennedy School of Government.
- 2013 року нагороджена медаллю NASA NASA Outstanding Public Leadership[en]
- 2015 року нагороджена премією Бруно Россі Американського астрономічного товариства[10]
- 2016 — Massey Award, COSPAR[en] (2016)[6]
- 2020 року нагороджена премєю Ганса Бете Американського фізичного товариства (2020)[7]

Почесна докторка D.techn. Данського технічного університету і членкиня Національної академії наук США.